# Кызыльский диалект
Кызыльский диалект — разновидность хакасского языка, носителями которой являются кызыльцы (хызыл), проживающие в Ширинском и Орджоникидзевском районах Республики Хакасия, частично — в Ужурском и Шарыповском районах Красноярского края.
Был монографически описан Н.Г. Доможаковым (1948); некоторые фонетические и грамматические его особенности исследованы в работах Д. Ф. Патачаковой. По фонетическим и грамматическим особенностям кызыльский диалект более чем другие диалекты хакасского языка отличается от литературной нормы.